# Lomtjärnen (Åsele socken, Lappland)
Lomtjärnen är en sjö i Åsele kommun i Lappland och ingår i Ångermanälvens huvudavrinningsområde. Sjön har en area på 0,0481 kvadratkilometer och ligger 334,8 meter över havet.

## Delavrinningsområde
Lomtjärnen ingår i det delavrinningsområde (710677-158905) som SMHI kallar för Ovan 710786-158673. Medelhöjden är 349 meter över havet och ytan är 10,59 kvadratkilometer. Räknas de 16 avrinningsområdena uppströms in blir den ackumulerade arean 115,34 kvadratkilometer. Kvällån som avvattnar avrinningsområdet har biflödesordning 2, vilket innebär att vattnet flödar genom totalt 2 vattendrag innan det når havet efter 214 kilometer. Avrinningsområdet består mestadels av skog (96 procent). Avrinningsområdet har 0,05 kvadratkilometer vattenytor vilket ger det en sjöprocent på 0,5 procent.